# Zentrales Waffenregister
Das österreichische Zentrale Waffenregister (ZWR) dient der nationalen Waffenkontrolle und der Rüstungskontrolle im gesamten Bundesgebiet. Es wird vom Bundesministerium für Inneres betrieben und gewartet.

## Europäische Union
Grundlage für das Zentrale Waffenregister in Österreich als EU-Mitgliedstaat ist der Artikel 4 Abs. 4 der EU-Richtlinie 2008/51/EG des Europäischen Parlaments und des Rates vom 21. Mai 2008 zur Änderung der Richtlinie 91/477/EWG.
Die Richtlinie bestimmt, dass von den EU-Mitgliedstaaten bis spätestens 31. Dezember 2014 ein computergestütztes zentral oder dezentral eingerichtetes Waffenregister eingeführt und stets auf dem aktuellen Stand gehalten werden muss.
Die RL 2008/51/EG und die Änderung der RL 91/477/EWG wurde gemäß dem Beschluss 2001/748/EG erforderlich, weil die Europäische Gemeinschaft (nun Europäische Union) das Protokoll betreffend die Bekämpfung der unerlaubten Herstellung von und des unerlaubten Handels mit Schusswaffen, Teilen von Schusswaffen und Munition zum Übereinkommen der Vereinten Nationen gegen die grenzüberschreitende organisierte Kriminalität am 16. Jänner 2002 unterzeichnet hat.
Durch diesen Beitritt wurden Änderungen einiger Bestimmungen der Richtlinie 91/477/EWG erforderlich. Dies wurde durch die RL 2008/51/EG vollzogen.

## Betrieb und Registrierung

### Betrieb
Das Zentrale Waffenregister wurde in Österreich am 1. Oktober 2012 offiziell in Betrieb genommen (ZWR-Neu). Es sind im Zentralen Waffenregister Schusswaffen aller Kategorien (A–D) zu registrieren, wobei für diese Registrierung unterschiedliche Fristen gelten.

### Registrierungspflicht
Waffen der Kategorie A und B werden bereits automatisch von der Waffenbehörde registriert. Waffen der Kategorie C und D müssen vom Waffenbesitzer oder einem von diesem Bevollmächtigten registriert werden. Über die erfolgte Registrierung folgt die hierzu ermächtigte Stelle (Waffenfachhändler) eine Registrierungsbestätigung aus. Werden Waffen der Kategorie C oder D von Personen erworben, deren Mittelpunkt der Lebensbeziehungen in einem anderen Mitgliedstaat der Europäischen Union liegt, hat der Gewerbetreibende die Behörde im Wege des Datenfernverkehrs davon in Kenntnis zu setzen. Die Behörde hat diesfalls den Wohnsitzstaat des Betreffenden über die Registrierung der Waffe in Kenntnis zu setzen.

#### Vorwärtserfassung
Gemäß § 33 Abs. 1 WaffG sind alle Schusswaffen der Kategorien C und D binnen sechs Wochen nach dem Erwerb bei einer hierzu ermächtigten Stelle (Waffenfachhändler) registrieren zu lassen. Ist der Besitz an einer Schusswaffe im Ausland entstanden, so entsteht die Registrierungspflicht gemäß § 44 Abs. 1 oder Abs. 2 WaffG mit dem Verbringen oder der Einfuhr dieser Waffe nach Österreich. Die Registrierung bei einem Waffenfachhändler ist kostenpflichtig.

#### Rückwärtserfassung
Waffen der Kategorie C, die sich bereits legal in Besitz einer Person mit Wohnsitz in Österreich befinden, sind bis spätestens 30. Juni 2014 bei einer hierzu ermächtigten Stelle zu registrieren. Vor dem 1. Oktober 2012 bereits erfolgte Meldungen bei Waffenfachhändlern sind im Zentralen Waffenregister neu durchzuführen.
Waffen der Kategorie D, die sich bereits legal in Besitz einer Person mit Wohnsitz in Österreich befinden können freiwillig jederzeit registriert werden. Waffen der Kategorie D sind jedoch spätestens ab dem 1. Oktober 2012 bei der nächsten Veräußerung bei einer hierzu ermächtigten Stelle durch den Erwerber (oder einen Bevollmächtigten) zu registrieren. Die Registrierung bei einem Waffenfachhändler ist kostenpflichtig.
In den ersten vier Monaten des Betriebs des Zentralen Waffenregisters wurden bereits mehr als 30.000 Schusswaffen registriert, davon über 90 % bei hierzu ermächtigten Waffenfachhändlern.
Seit 1. Jänner 2019 müssen auch vor 2012 erworbene Schrotflinten nachträglich registriert werden.

### Online-Registrierung und -Abfrage
Für die Online-Registrierung von Waffen der Kategorie C war die Anmeldung mit der Bürgerkarte oder ID Austria erforderlich. Die Online-Registrierung von Waffen der Kategorie C war kostenlos. Der Stand der (eigenen) Schusswaffen kann ebenfalls mittels Handy-Signatur oder Bürgerkarte online abgerufen werden. Die Registrierungsbestätigung gemäß § 33 Abs. 10 WaffG kann selbst ausgedruckt werden.
Vom 1. Oktober 2012 bis 30. Jänner 2013 wurden etwa 10 Prozent (zirka 3.000 Waffen) aller registrierten Waffen online registriert.

### Keine Registrierungspflicht
Luftdruckpistole bis Kaliber 6 mm und Luftdruckgewehre bis Kaliber 6 mm müssen nicht im Zentralen Waffenregister registriert werden.
Waffen, die vor dem 1. Oktober 2012 gebrauchsunfähig gemacht worden sind und kein Kriegsmaterial sind, sind in der Regel nicht registrierungspflichtig.

### Begründungspflicht
Anlässlich der Registrierung hat der Registrierungspflichtige eine Begründung für den Besitz von Schusswaffen der Kategorien C oder D anzuführen. Eine Begründung ist insbesondere als gegeben anzunehmen, wenn der Betroffene bekannt gibt, dass er sie innerhalb von Wohn- oder Betriebsräumen oder seiner eingefriedeten Liegenschaft zur Selbstverteidigung bereit halten will, sie zur Ausübung der Jagd, des Schießsports oder für eine Sammlung verwenden möchte; allein der Wille die Schusswaffe besitzen zu wollen, ist keine zulässige Begründung.

## Datenumfang
Maßgeblicher Bestandteil der zentralen Komponente des Zentralen Waffenregisters ist eine automatisierte Datenbank. In dieser Datenbank werden die relevanten Daten erfasst.
- Daten der zuständigen Waffenbehörde (z. B. Name, Anschrift),
- Daten zur Person (z. B. Name, Anschrift, Geburtsdatum/-ort, Staatsangehörigkeit),
- Daten zur Erlaubnis,
- Daten zur Waffe (z. B. Hersteller, Modell; aber auch standardisierte Katalogwerte u. a. zur Waffenkategorie und Kaliberbezeichnung)